# Nobutoshi Canna
Nobutoshi Canna  (神奈 延年?, Kanna Nobutoshi), pseudonimo di Nobutoshi Hayashi (林 延年?, Hayashi Nobutoshi; Tokyo, 10 giugno 1968), è un attore, doppiatore e cantante giapponese.
Canna fa parte attualmente della Aoni Production.
Alcune volte Nobutoshi viene mal letto come 'Nobuen' a causa dell'ideogramma 'toshi', che a seconda della diversa lettura può essere letto come nen.
Deve la sua notorietà anche all'aver doppiato molti personaggi famosi, tra cui Aquarius Camus (I Cavalieri dello zodiaco - Saint Seiya - Hades), Tasuki (Fushigi yûgi), Basara Nekki (Macross 7), Kabuto Yakushi (Naruto), Nnoitra Jilga (Bleach), Knuckles the Echidna (Sonic X) e Li Pailong (Shaman King).
Ha lavorato col nome di Nobutoshi Hayashi fino al dicembre del 1999, cambiato poi nel gennaio del 2000 in Nobutoshi Canna; particolare è la data del suo compleanno, che coincide con quella di Yūsuke Numata.
Nel campo del doppiaggio, è molto amico col compagno seiyuu Morikubo Shotaro.

## Ruoli principali

### Anime
- Gatsu (Berserk)
- River Zastory (Black Cat)
- Nnoitra Gilga (Bleach)
- Lancer (Fate/stay night)
- Kaze (Final Fantasy: Unlimited)
- Tasuki (Fushigi yûgi)
- Makoto Katagiri, Leon Earnhardt (Future GPX Cyber Formula)
- Gawl (Generator Gawl)
- Ban Mido (GetBackers)
- Hiten (Inuyasha)
- Basara Nekki (Macross 7)
- Wachi (Mirmo)
- Yakushi Kabuto (Naruto, Naruto: Shippuden, Boruto)
- Cygnus (Mega Man Star Force)
- Tei Yuushun (Saiunkoku monogatari)
- Yuji Okusu, Kentaro Ishii, Tetsuji Kozaki, Soichiro Jin e Mitsuru Nagano (Slam Dunk)
- Li Pailong (Shaman King)
- Genji Midorikawa (Smile Pretty Cure!)
- Knuckles the Echidna (Sonic X)
- Pie (Mew Mew - Amiche vincenti)
- Genso (Zatch Bell!)
- Saonel (Dragon Ball Super)
- Harold Miller (The Price of Smiles)

### Cartoni animati
- Nightscream (Beast Machines)

### OAV
- Nakamura Syo/Shou  (Graduation M)
- Aquarius Camus (I Cavalieri dello zodiaco - Saint Seiya - Hades)
- Aoki  (Koko wa Greenwood)
- Tanaka  (My Dear Marie)

### Film d'animazione
- Hirokawa  (Colorful)
- Kai Kogashiwa  (Initial D Third Stage)
- Dai Yôko (Inukami! The Movie)
- Ryuura (Inuyasha the Movie - L'isola del fuoco scarlatto)

### Videogiochi
- Ryuya (Air)
- Randy  (Angelique)
- Jack Hamilton (Ar tonelico: Melody of Elemia, Ar tonelico Qoga: Knell of Ar Ciel)
- Werner Gretenhal (Atelier Lilie: The Alchemist of Salburg 3)
- Abel, Veil (Battle Arena Toshinden 3)
- Nnoitra Gilga (Bleach: Soul Resurrección, Bleach: Brave Souls)
- Yugo Ogami (Bloody Roar)
- Leon Belmont (Castlevania: Lament of Innocence)
- Jann Lee (Dead or Alive: Dimensions, Dead or Alive 5, Dead or Alive 6)
- Thomas il Collezionista (Demon's Souls (Remake))
- Cao Pi  (Dynasty Warriors 5, Warriors Orochi, Dynasty Warriors 6, Warriors Orochi 2, Dynasty Warriors: Strikeforce, Dynasty Warriors 7, Warriors Orochi 3, Dynasty Warriors 8, Dynasty Warriors 9, Warriors Orochi 4)
- Lancer (Fate/stay night [Réalta Nua], Fate/tiger colosseum, Fate/unlimited codes, Fate/Extra, Fate/hollow ataraxia, Fate/Extella: The Umbral Star, Fate/Extella Link)
- Lancer/Cu Chulainn, Orion (Fate/Grand Order)
- Rogue Lancer/Cu Chulainn (Fate/Samurai Remnant)
- Meyvn Nooj (Final Fantasy X-2)
- Souther (Fist of the North Star: Ken's Rage, Fist of the North Star: Ken's Rage 2)
- Kenji (Granblue Fantasy)
- Anji Mito (Guilty Gear -STRIVE-)
- Aquarius Camus (I Cavalieri dello zodiaco - Il Santuario, I Cavalieri dello zodiaco - Hades, I Cavalieri dello zodiaco - Cronache di guerra, Saint Seiya: Brave Soldiers, Saint Seiya: Soldiers' Soul, Saint Seiya: Rising Cosmo)
- Bruford (JoJo's Bizarre Adventure: Phantom Blood)
- Red Eye (Last Bronx)
- Electro (Marvel's Spider-Man)
- Spider (Mega Man X: Command Mission)
- Yakushi Kabuto (Naruto: Ultimate Ninja, Naruto: Ultimate Ninja 2, Naruto: Uzumaki Chronicles, Naruto: Gekitou Ninja Taisen! 4, Naruto: Ultimate Ninja 3, Naruto: Ultimate Ninja Heroes 2: The Phantom Fortress, Naruto Shippuden: Ultimate Ninja 4, Naruto Shippuden: Gekitou Ninja Taisen! EX 2, Naruto: The Broken Bond, Naruto Shippuden: Gekitou Ninja Taisen! EX 3, Naruto: Ultimate Ninja Storm, Naruto Shippuden: Ultimate Ninja Heroes 3, Naruto Shippuden: Ultimate Ninja Storm 2, Naruto Shippuden: Gekitou Ninja Taisen! EX Special, Naruto Shippuden: Ultimate Ninja Impact, Naruto Shippuden: Ultimate Ninja Storm Generations, Naruto Shippuden: Ultimate Ninja Storm 3, Naruto Shippuden: Ultimate Ninja Storm Revolution, Naruto Shippuden: Ultimate Ninja Storm 4, Naruto to Boruto: Shinobi Striker, Naruto x Boruto Ultimate Ninja Storm Connections)
- Navy (Phantom Brave: The Lost Hero)
- Takaya Sakaki (Persona 3, Persona 3 Reload)
- Michael Saito, Bob  (Policenauts)
- Guy (Radiant Silvergun)
- Susumu Yamazaki (Ryu ga Gotoku Ishin!, Ryu ga Gotoku Online)
- Lee Pyron (Shaman King: Soul Fight)
- Ronald (Shin Megami Tensei: Digital Devil Saga 2)
- Keiner (Shining Tears)
- Sleipnir (Shining Blade)
- Knuckles the Echidna (Sonic Adventure, Sonic Shuffle, Sonic Adventure 2, Sonic Battle, Sonic Heroes, Sonic Advance 3, Shadow the Hedgehog, Sonic Riders, Sonic the Hedgehog, Mario & Sonic ai Giochi olimpici, Sonic Riders: Zero Gravity, Mario & Sonic ai giochi olimpici invernali, Sonic Colours, Sonic Free Riders, Sonic Generations, Mario & Sonic ai giochi olimpici di Londra 2012, Sonic Lost World, Mario & Sonic ai Giochi olimpici invernali di Sochi 2014, Sonic & All-Stars Racing Transformed, Sonic Boom: Frammenti di cristallo, Sonic Boom: L'ascesa di Lyric, Mario & Sonic ai Giochi olimpici di Rio 2016, Sonic Boom: Fuoco e ghiaccio, Sonic Forces, Super Smash Bros. Ultimate, Team Sonic Racing, Mario & Sonic ai Giochi olimpici di Tokyo 2020, Sonic Frontiers, Sonic x Shadow Generations)
- Sinbad il marinaio (Sonic e gli Anelli Segreti)
- Sir Galvano (Sonic e il Cavaliere Nero)
- Maxi (Soulcalibur, Soulcalibur II, Soulcalibur III)
- Hayato Kanzaki (Star Gladiator: Episode: I - Final Crusade)
- Reim/Melgitos (Summon Night 2, Summon Night 6: Lost Borders)
- Basara Nekki (Super Robot Wars Alpha 3, Super Robot Wars Z2: Rebirth Chapter, Super Robot Wars Z3: Hell Chapter, Super Robot Wars Z3: Heaven Chapter)
- Axel Almer  (Super Robot Wars OG: Original Generations, Super Robot Wars A Portable, Super Robot Wars OG Saga: Endless Frontier Exceed)
- Uchuuta Kamie (Super Robot Wars A Portable)
- Gatsu (Sword of the Berserk: Guts' Rage, Berserk Millennium Falcon Arc: Chapter of the Holy Demon War)
- Harry Flynn (Uncharted 2: Il covo dei ladri, Uncharted 4: Fine di un ladro)
- Niccolo (Visions of Mana)
- Achille (Warriors: Legends of Troy, Warriors Orochi 3, Warriors Orochi 4)
- Hiroshi Kugihara (Yakuza 5, Ryu ga Gotoku Online)

### Tokusatsu
- Scorpion Imagin  (Kamen Rider Den-O)

## Rapporti con Toshiyuki Morikawa
In molti titoli Nobutoshi ha lavorato assieme a Toshiyuki Morikawa, e spesso i loro personaggi sono rivali o amici; si ricordino per esempio serie come Slam Dunk, nella quale Nobutoshi era la voce di Soichiro Jin e Toshiyuki era quella di Nobunaga Kiyota, due giocatori della scuola Kainan. Inoltre nella stessa serie, diedero anche la voce a due membri della gang di Sakuragi: Mito Yohei (Toshiyuki) ed Ookusu Yuji (Nobutoshi).
In Berserk invece, Nobutoshi era la voce del protagonista Guts, mentre Toshiyuki era quella del rivale di Guts ed antagonista della serie, Griffith, cosa che si ripeté anche in Super Robot Wars Original Generations, dove Nobutoshi fu la voce di Axel Almer, rivale del Kyosuke Nanbu di Toshiyuki.
I due doppiatori hanno doppiato insieme anche nella serie di Soulcalibur, dove Nobutoshi era quella di Maxi, e Toshiyuki quella di Mitsurugi.
Infine, Nobutoshi è stato scelto come seiyuu di Nnoitra in Bleach, ed ancora una volta ritrova Toshiyuki, il quale ha dato la voce a diversi personaggi, uno tra i tanti, Kaname Tōsen, appartenente allo stesso gruppo di Nnoitra.